# Joel Chan
Joel Chan (traditionell kinesiska:陳山聰, förenklad kinesiska:陈山聪, pinyin:	Chén Shāncōng), född 2 oktober 1976, är en skådespelare och sångare från Hongkong som kontrakterats för TVB och Shaw Brothers Pictures. Han debuterade 1995 som solo Cantopop-sångare, och övergick senare till skådespeleri. Chan vann priset för bästa manliga biroll vid TVB Anniversary Awards 2017 med sin roll som Kent i actiondramat The Unholy Alliance.
2019 spelade Chan sin första manliga huvudroll i dramat Barrack O'Karma. Med sin dubbla roll som Siu Wai-ming och Lau Yuk-fai, fick Chan sina första nomineringar för bästa skådespelare och mest populära manliga karaktär vid 2019 TVB Anniversary Awards, och placerades så småningom bland topp 5 för båda kategorierna.